# A Fine Frenzy
Alison Loren Sudol (23 de diciembre de 1984), conocida por su seudónimo musical A Fine Frenzy, es una cantautora, pianista y actriz estadounidense, embajadora de buena voluntad de la IUCN (Unión Internacional para la Conservación de la Naturaleza).
Su álbum debut, Once Cell in the Sea, fue publicado en 2007, seguido en 2009 por su segundo álbum, Bomb in a Birdcage, y en 2012 por Pines, su tercer y último álbum de estudio. Pines fue acompañado por un libro y una película animada, The Story of Pines, la cual fue premiada por TakePartTV el 2 de octubre de 2012.
Las canciones de Sudol debutaron en Estados Unidos, Alemania, Austria, Suiza, Polonia y Francia, además de en otros países, y para octubre de 2012 ya había vendido más de 650 mil discos. Su música también ha sido utilizada en numerosos shows y series televisivas y ha aparecido en varias películas importantes.
Su nombre artístico, A Fine Frenzy, está inspirado en la frase "In a fine frenzy rolling" ("rodando en el éxtasis de la inspiración), de la obra Sueño de una noche de verano, de William Shakespeare.

## Biografía
Nació en Seattle (Washington) el 23 de diciembre de 1984. Hija de dos maestros de arte dramático, se mudó con su madre a Los Ángeles tras la separación de sus padres cuando tenía cinco años de edad. Creció escuchando a una amplia gama de música, incluyendo Aretha Franklin, Ella Fitzgerald y swing.
Se graduó en secundaria con 16 años, y se consideraba a sí misma "nerd y tranquila". Con 18, fundó su primera banda de música, Monro.
Alison también es una apasionada de la literatura, sus obras favoritas son las de C. S. Lewis, E.B. White, Lewis Carroll, Anthony Trollope y Charles Dickens. Su nombre artístico, A Fine Frenzy, está sacado de un verso de El sueño de una noche de verano de William Shakespeare.
Después de aprender a tocar el piano por sí sola, volcó toda su energía creativa en escribir canciones. Una demo que envió, consiguió la atención de Jason Flom, de la discográfica EMI, con quien firmó su primer contrato discográfico tras la visita de Jason a su casa para oírla tocar.

## Carrera musical

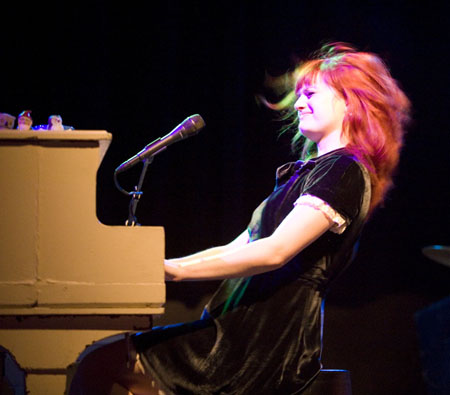
Alison tocando el piano.

En marzo de 2007, Sudol apareció en el festival anual South by Southwest (SXSW), en Texas, abriendo el show para The Stooges. Poco después, su álbum debut, One Cell in the Sea, fue publicado generando buenas críticas. El primer sencillo, "Almost Lover", llegó a su máximo en el número 25 en Billboard's Hot Adult Contemporary Tracks. A mediados de 2007, nuevamente consigue ser el número de apertura de un artista en gira, esta vez de Rufus Wainwright. En marzo y abril de 2008, Sudol inicia su propia gira en los EE. UU. y Canadá, y en abril a Francia, Bélgica, Alemania y Suiza. En diciembre de 2008 actúa en el Super Bock ern Stock Festival, en Portugal.
Su canción "You Picked Me" se presentó en iTunes como uno de los "temas gratuitos de la Semana" del 14 de agosto de 2007, y VH1 la presentó como una de sus "Artistas que hay que escuchar".
El álbum One Cell in the Sea ha vendido 300.000 copias hasta la fecha. En 2008 se publicó en Alemania, Austria, Suiza y Polonia. En cada uno de esos países, el álbum llegó a figurar en el top 30, con el primer sencillo "Almost Lover" llegando a número 8 en Alemania, el número 10 en suiza y gráfica el número 5 en Austria.
Su segundo álbum, Bomb in a Birdcage, fue lanzado el 8 de septiembre de 2009. El primer sencillo, Blow Away, fue estrenado el 17 de julio de 2009, seguido por dos singles más: Happier y Electric Twist. El 23 de noviembre de 2009, un disco en vivo y concierto filmado en 2007, A Fine Frenzy Live at the House of Blues Chicago, fue lanzado en iTunes.
El 31 de octubre de 2011, Alison compartió en Twitter que estaban masterizando su nuevo material. Varios títulos de canciones, incluyendo Avalanches y Riversong fueron confirmados por Alison durante su aparición en el Sundance Film Festival. En marzo de 2012, en la portada de la revista Lucky, Alison revelaba el nombre de su tercer álbum: Pines.
La fecha de lanzamiento, previamente prevista para septiembre de ese mismo año fue retrasada hasta el 9 de octubre. Junto con Pines, Alison Sudol lanzó un corto animado y un libro ilustrado por Jen Lobo, ambos titulados The Story of Pines.
En septiembre de 2012, A Fine Frenzy participó en la campaña "30 canciones/30 días" en apoyo a la multiplataforma de apoyo Half the Sky: Turning Oppression into Opportunity for Women Worldwide.
En junio de 2015, Alison confirmó que no volvería a cantar como A Fine Frenzy, afirmando: "Hace años que puse A Fine Frenzy bajo la almohada". Sin embargo, tres años después anunció que regresaría a la música.

## Literatura y escritura
Alison se ha referido a las influencias literarias en su música a menudo. Reveló que estaba llevando a cabo una carrera secundaria como escritora. En una entrevista, dijo que se encontraba trabajando en su segundo cuento infantil, inspirado en el mundo de Narnia, de los libros de C.S. Lewis.
En una entrevista posterior para la revista Ladygunn, reveló el título de su libro de fantasía: Three Sails and the Family Moss, que contaría con unas 400 páginas.

## Actuación
Durante 1997, Alison interpretó pequeños papeles secundarios bajo el nombre de Alison Monro.
En 2007, apareció en la cuarta temporada de CSI: Nueva York, interpretando el papel de 'Nova Kent' en el episodio "¿Puedes oírme ahora?".
En 2014, debutó como actriz en su primer gran papel en la serie de Amazon Studios, Transparent, con el papel  recurrente de Kaya.
En 2015, consiguió un coprotagónico en la serie DIG interpretando a Emma Wilson.
Además, cuenta con sus múltiples apariciones televisivas en programas como Late Late Show o MTV.
En 2015, Alison audicionó para la película Animales fantásticos y dónde encontrarlos. Alison interpreta a Queenie Goldstein, la hermana pequeña de Tina, junto a Eddie Redmayne (Newt Scamander), Dan Fogler, Colin Farrell o Ezra Miller entre otros. La película está basada en el libro de texto homónimo de Hogwarts, y sigue las aventuras de su escritor, el magizoólogo Newt Scamander. La película se estrenó en noviembre de 2016 y contará con cuatro secuelas.

## Caridad y conservación
Desde 2011, Alison Sudol ha sido parte de la International Union for Conservation of Nature, convirtiéndose en embajadora de buena voluntad en un esfuerzo por animar a otros a participar en la conservación de la naturaleza y del planeta.
Diseñó tres camisetas en apoyo a la fundación.
En agosto de 2016, acudió como embajadora al congreso en Hawái.

## Filmografía

### Cine y televisión
| Año  | Título                                            | Papel             | Notas                                  |
| ---- | ------------------------------------------------- | ----------------- | -------------------------------------- |
| 1997 | Here Dies Another Day                             | Chica #1          | Como Alison Monro                      |
| 2002 | The Gray in Between                               | Chica de 21 años  | Como Alison Monro                      |
| 2004 | Little Black Boot                                 | Cantante          | Cortometraje, como Alison Monro        |
| 2007 | CSI: Nueva York                                   | Nova Kent         | Episodio '¿Puedes oírme ahora?'        |
| 2012 | The Story of Pines                                |                   | Cortometraje, basado en el álbum Pines |
| 2014 | Other People's Children                           | Winter            |                                        |
| 2014 | Transparent                                       | Kaya              |                                        |
| 2015 | DIG                                               | Emma Wilson       |                                        |
| 2016 | Between Us                                        | Nadia             |                                        |
| 2016 | Animales fantásticos y dónde encontrarlos         | Queenie Goldstein |                                        |
| 2016 | Lego Dimensions                                   | Queenie Goldstein | Videojuego - rol de voz                |
| 2018 | Animales fantásticos: Los crímenes de Grindelwald | Queenie Goldstein |                                        |
| 2019 | The Last Full Measure                             | Tara Huffman      |                                        |
| 2022 | Animales fantásticos: Los secretos de Dumbledore  | Queenie Goldstein |                                        |

## Discografía

### Álbumes de estudio
- One Cell in the Sea (2007), Virgin
- Bomb in a Birdcage (2009), Virgin
- Pines (2012), Virgin

### EPs
- Demo - EP (2006): "Rangers", "Almost Lover", "The Well"
- Live Session (Exclusivo en iTunes) - EP (2007): "Almost Lover", "The Minnow & the Trout", "Borrowed Time", "Last of Days"
- Come On, Come Out  (2008), "Come On, Come Out" + Nachtwandler Protone Mix, "Love Sick", "Devil's Trade"
- Oh, Blue Christmas (2009), (Exclusivo en iTunes/Target): "Blue Christmas", "Winter Wonderland", "Winter White", "Christmas Time is Here", "Wish You Well", "Red Ribbon Foxes"

### Sencillos
- "Almost Lover" (2007)
- "Rangers" (2007)
- "Come On, Come Out" (2008)
- "Blow Away" (2009)
- "Happier" (2009)

### Bandas sonoras
- Dan in Real Life (2007): "Fever"
- Sleepwalking (2008): "Come On, Come Out"
- House M.D (2008) : "Wishper"
- How I Met Your Mother (2010) : "Lifesize"
- What to expect when you´re expecting (2013) : "Now it´s the start"
- Tanner Hall (2009) : "Almost Lover"

### Compilaciones
- Stockings By the Fire (Starbucks Entertainment Compilation) (2007): "Let it Snow"

### Versiones en vivo
- "I Will Follow You into the Dark", Death Cab for Cutie
- "Across the Universe", The Beatles
- "Seven Nation Army", The White Stripes
- "Heart of Glass", Blondie
- "I'll Follow the Sun", The Beatles

Además, ha escrito canciones para algunas películas de Disney[¿cuál?].